# Ordem Máximo Gómez
A Ordem Máximo Gómez (em castelhano:  Orden Máximo Gómez) é uma condecoração cubana estabelecida em 10 de dezembro de 1979 e assim nomeada em homenagem ao herói da Guerra de Independência, o General Máximo Gómez (1836-1905).

## Agraciamento
A ordem é divida em dois graus, para ser outorgada a membros das Forças Armadas Revolucionárias em serviço ativo, na reserva ou reformado, a cidadãos civis ou a militares de países amigos, por méritos extraordinários na defesa da pátria socialista, por se destacar na direção de grandes operações militares ou por ter liderado brilhantemente as frentes ou colunas do Exército Rebelde durante a Guerra de Libertação Nacional.